# Juraj Lakota
Juraj Lakota (13. ledna 1948 – 2000) byl slovenský fotbalový trenér.

## Trenérská kariéra
V československé lize vedl Duklu Banská Bystrica jako hlavní trenér v 16 zápasech (13 na podzim 1980 a 3 na podzim 1981). Tamtéž byl i asistentem trenéra. Trenérsky působil také v Ružomberku.